# Колонка (жанр)
Колонка (англ. column) — жанр аналітичної журналістики з ознаками публіцистичності, коротка авторська замітка або історія на злободенну тематику з новелістичним несподіваним фіналом чи висновком, написана колумністом в індивідуальному стилі.

## Історія терміна
Раніше під колонкою у світі розуміли друкарський елемент, що полегшує читання. Із середини XVII ст. в Європі для виправдання високої ціни в газетах використовувався дрібний шрифт (до 4,5 пунктів в окремих місцях (близько 1,7 мм)), але видання читалися легко, оскільки суцільний текст розділявся на колонки, заповнюючи їх одну за одну за одною і, за потреби, перетікав на наступну сторінку без виносок або інших позначок. Найважливішу інформацію друкували першою, за нею йшла менш важлива — таким чином впорядковували матеріал в перших друкованих ЗМІ.
Як постійний композиційний елемент колонка стала використовуватися в 1760-х рр., тоді ж і з'явився дизайн — вживання більших, оформлених «у підбір», заголовків, буквиці та лінійок. Окремою колонкою на постійному місці оформлюються найважливіші матеріали номера — звернення редактора, вислови відомих і шанованих осіб.
У XIX ст. з'являється традиція друкувати окремою колонкою найгостріші матеріали номера.
У ХХ ст. розпочався новий етап у розвитку колонки. Вона продовжувала функціонувати як рубрика, і згодом експансія колонки на газетній смузі породила такий жанр публіцистики як колумністика. Поняття колонки як рубрики розширилося, і так стали називати будь-яку авторську рубрику. Проте розвиток колонки також пов'язаний із трансформацією з рубрики в жанр. Якщо на початку в колонці друкувалися тексти будь-якого жанру, то з часом склалася практика публікувати в такій рубриці тексти з суто авторською спрямованістю (есе, коментар, огляд). В Україні цей процес оформився наприкінці ХХ ст.
Згодом колонка почала розподілятись на окремі жанри — коментар редактора, колонка редактора, авторський коментар та авторська колонка. Це можна пояснити психологічними факторами, зокрема особливостями ментальності українського читача, якому дуже важливо, на відміну від зарубіжного — західного чи північноамериканського — реципієнта, дізнатися про авторську характеристику відображених подій, щоб порівняти з власною або ж сформувати свою шкалу оцінок.
Сучасна колонка генетично пов'язана з жанром передової статті — незамінним атрибутом радянської преси.  [Архівовано 2 жовтня 2013 у Wayback Machine.]

## Ознаки інших жанрів у колонці
- Есе, починаючи з «найчистішої» його форми — есе Мішеля Монтеня. Цей жанр якнайповніше характеризує особу автора-журналіста. Серед основних тенденцій розвитку інформаційного поля основною є персоніфікація всіх явищ і подій дійсності.
- Авторська колонка. Це те місце, де автор може висловити власну думку, опублікувати результати осмислення особистого досвіду. І спрямованість «в себе» до колонки прийшла від есе;
- Щоденник письменника. Щоденник передав колонці регулярність і пояснення розвитку події крок за кроком, глибокий особистий початок, коли значна частина тексту колумніста ґрунтується на особистому досвіді, подіях автобіографії, а також особливу форму щирості, за якої автор висловлює думку, що часто не збігається з думкою видання чи із загальноприйнятою думкою;
- Редакційна стаття передала колонці (точніше, її підвиду — колонці редактора) завдання звертати увагу читачів на найважливіші (з точки зору того або іншого ЗМІ) актуальні явища сучасного життя та виражати ставлення, позицію видань до цих явищ;
- Від памфлету та фейлетону до колонки перейшов у вживання набір прийомів (полемічність, гіпербола, іронія, сарказм), що дозволяє виводити на перший план ідейні установки автора, викривати чужі авторські думки, доктрини, представлення інших політичних переконань і дій.  [Архівовано 7 вересня 2013 у Wayback Machine.]

## Особливості колонки
- Має полемічну тональність: колумніст виступає опонентом відносно факту або ситуації, що виникла.
- Зазвичай думка автора не збігається із загальною, оскільки він висловлює власне бачення ситуації.
- Погляд автора на ситуацію є несподіваним, а його персональна точка зору утворює ядро колонки.
- Завжди повинна бути наявною в одному й тому ж виданні, розміщуватися в одному місці під певною рубрикою  [Архівовано 27 грудня 2016 у Wayback Machine.].
- Інколи наявна епатажність, що спрямована на привернення уваги читача й індивідуалізацію автора колонки серед інших.
- Обов'язкова умова — наявність яскраво вираженого авторського стилю, позиції та точки зору.
- Наявність фотографії в колонці вважається брендом, що привертає увагу до невеликого за обсягом матеріалу і є атрибутом діалогічності між автором і читачем.
- Середній обсяг авторської колонки — 2000-4000 знаків.
- Переважають ознаки есеїв, хоча можуть мати й особливості коментаря, рецензії, огляду (ознаки аналітичних жанрів). [Архівовано 10 січня 2020 у Wayback Machine.]

## Види колонок
- Авторська
- Редакторська
- Журналістська

## Колонка редактора
Колонкою редактора називають статтю, аналітичний огляд або аналітичний коментар. Зазвичай редактори прагнуть підходити до написання колонки не лише з почуттям, але й потім редагувати з розумом. Звісно, що матеріалу повинно бути більш ніж достатньо, аби можна було вибрати потрібне й безпосередньо те, що треба для розкриття теми (можуть бути різними).
Стимулом для написання «колонки редактора» можуть стати найрізноманітніші приводи, оскільки завжди є певна суспільна потреба в тому, щоб написати таку колонку. Цей привід може виявлятися по-різному:
- Відгук на злободенну проблему;
- Відповідь на життєве питання;
- Вплив на читача;
- Пояснення певної ідеї, яка турбує суспільство;
- Висловлення критики на адресу влади;
- Пропозиція кардинальне вирішення чогось;
- Підтримка певної політичної сили або лідера.  [Архівовано 2 жовтня 2013 у Wayback Machine.]

## Провідні українські колумністи
- Віталій Жежера
- Олександр Бойченко
- Андрій Бондар
- Світлана Пиркало
- Ольга Герасим'юк
- Андрій Кокотюха
- Віталій Коротич
- Юрій Андрухович
- Сергій Жадан
- Лада Лузіна